# (94291) Django
(94291) Django ist ein im äußeren Hauptgürtel gelegener Asteroid. Er wurde am 28. Februar 2001 von dem US-amerikanischen Amateurastronomen Ron Dyvig am Badlands-Observatorium (IAU-Code 919) in Quinn, South Dakota entdeckt. Sichtungen des Asteroiden hatte es vorher schon am 14. September 1993 unter der vorläufigen Bezeichnung 1993 RX9 am La-Silla-Observatorium in Chile gegeben.
Nach der SMASS-Klassifikation (Small Main-Belt Asteroid Spectroscopic Survey) wurde bei einer spektroskopischen Untersuchung von Gianluca Masi, Sergio Foglia und Richard P. Binzel bei einer Unterteilung aller untersuchten Asteroiden in C-, S- und V-Typen (94291) Django den C-Asteroiden zugeordnet.
Der Asteroid wurde am 13. November 2008 nach dem Gitarristen und Komponisten Django Reinhardt (1910–1953) benannt.